# Liste der Gouverneure von Shandong
Dies ist die Liste der Gouverneure der chinesischen Provinz Shandong.
| Name          | Amtszeit  |
| ------------- | --------- |
| Kang Sheng    | 1949–1955 |
| Zhao Jianmin  | 1955–1958 |
| Tan Qilong    | 1958–1963 |
| Bai Rubing    | 1963–1967 |
| Wang Xiaoyu   | 1967–1969 |
| Yang Dezhi    | 1971–1974 |
| Bai Rubing    | 1974–1979 |
| Su Yiran      | 1979–1982 |
| Liang Buting  | 1982–1985 |
| Li Chang’an   | 1985–1987 |
| Jiang Chunyun | 1987–1989 |
| Zhao Zhihao   | 1989–1995 |
| Li Chunting   | 1995–2001 |
| Zhang Gaoli   | 2001–2003 |
| Han Yuqun     | 2003–2007 |
| Jiang Daming  | 2007–2013 |
| Guo Shuqing   | 2013–2017 |
| Gong Zheng    | 2017–     |